# Philosepedon carpaticus
Philosepedon carpaticus är en tvåvingeart som beskrevs av Vaillant 1974. Philosepedon carpaticus ingår i släktet Philosepedon och familjen fjärilsmyggor. Inga underarter finns listade i Catalogue of Life.